# ترسيب مناعي
ترسيب مناعي (IP) Immunoprecipitation هو أسلوب لترسيب مستضد البروتين من محلول باستخدام الأجسام المضادة التي ترتبط على وجه التحديد ببروتين معين. هذه العملية يمكن استخدامها لعزل وتركيز بروتين معين من عينة تحتوي على عدة آلاف من البروتينات المختلفة. يتطلب ألترسيب ألمناعي أن أن يقترن الأجسام المضادة إلى ركيزة صلبة في بعض خطوات التجربة.